# Juliette Fiche
Pour les articles homonymes, voir Fiche.
Juliette Fiche, née en 1811 (date approximative) à Ivondro, village distant d’une dizaine de kilomètres du port de la côte est de Madagascar, Tamatave (Toamasina), où elle est morte le 13 novembre 1889, est une personnalité malgache. Appartenant à la tribu des Betsimisaraka qui occupe la majeure partie du littoral oriental de la Grande Île, elle est fille et nièce de chefs. Éduquée « à la française » à Bourbon (île de la Réunion), « épouse » de trois Français – dont le puissant Napoléon de Lastelle – elle deviendra l’intermédiaire indispensable entre les Hova, habitants des hauts plateaux de l’Imerina qui vont coloniser la côte Est de Madagascar au XIXe siècle, les Betsimisaraka et les traitants, ces agents commerciaux venus pour la plupart de l’île Maurice et de la Réunion.
Betsimisaraka (bétanimène pour être exact) de naissance, hova par politique, française de cœur, malgache avant tout, Juliette Fiche, Reniboto, Mlle Julie, princesse Juliette, une seule et même personne, un concentré d’énergie et de cultures mêlées, une « métisse » au sens le plus noble du terme, qui a été la femme la plus influente de la côte Est au XIXe siècle.

## Jeunesse
La famille de Juliette appartient à la classe des nobles, les Zana-Malata ou Malates (enfants de mulâtres) fruits des amours, avec des autochtones, de pirates installés aux XVIIe et XVIIIe siècles sur la côte Est de Madagascar. Aînée d’une famille de trois enfants, elle est connue sous le nom de Princesse Reniboto. Après l’assassinat de son père Fiche par un chef local en 1820, elle est recueillie, avec sa sœur Augustine, par un capitaine au long cours, le capitaine Arnaud, rejoignant ainsi la confrérie des traitants français, ces commerçants de la côte Est de Madagascar. Sous la houlette de l’épouse du capitaine, Victoire Sija, les deux jeunes filles gagnent la Réunion afin d’y être éduquées.

## «La ménagère» (vadinebazaha)
Juliette revient à Madagascar en 1829. Elle est d’âge à trouver époux. À la suite du décès de son frère Berora à Paris en février 1831, elle devient, en tant qu’aînée, l’héritière non seulement de son père mais aussi de son oncle, le roi Jean-René, puissant chef betsimisaraka mort sans descendance.	Sur la côte Est, les traitants vivent en concubinage avec des femmes du pays, « les ménagères », lesquelles veillent à leurs intérêts et servent de lien avec la population. Ces « mariages » tout à fait honorables sont annulés au départ de l’étranger. Juliette va contracter trois « mariages » de ce type. Elle épouse d’abord le capitaine Savoie, commandant du Saint Roch, bateau drossé sur la barrière corallienne par une tempête le 3 novembre 1831. À son bord Jean Laborde qui deviendra le Français le plus célèbre de Madagascar. De l’union du capitaine Savoie et de Juliette naissent deux enfants : Ferdinand et Antoine. Savoie disparaissant vers 1844, Juliette « emménage » selon la coutume avec le traitant français Picoron, lequel a investi dans les terres de Juliette que Savoie avait fait fructifier. Le séjour de Picoron à Tamatave sera de courte durée, la politique agressive de la reine Ranavalona Ire l’obligeant à quitter Madagascar un an plus tard. Enfin, en 1850, Juliette devient la compagne de Napoléon de Lastelle, le traitant le plus important de la côte Est, lequel meurt en 1856 d’une syncope chloroformique.

## Une veuve puissante
Le considérable héritage de Napoléon de Lastelle, essentiellement foncier, vient augmenter celui de Fiche et du roi Jean-René. À la mort de Napoléon, Juliette a quarante-cinq ans, elle ne se remariera plus. Dans sa longue vie, après Radama Ier, elle voit se succéder Ranavalona Ire, Radama II, Rasoherina, Ranavalona II et Ranavalona III, tous les rois et reines de Madagascar au XIXe siècle. Son influence allant croissant, le roi Radama II lui décerne, s’ajoutant au titre de « princesse » betsimisaraka, celui, envié, de « princesse » hova. A Tamatave, sa maison devient un lieu d’accueil incontournable, tous les Français d’importance en visite à Madagascar ayant recours aux services de cette médiatrice qui, par sa culture et sa diplomatie, est considérée par tous comme capable d’apaiser les conflits entre les Betsimisaraka, les Hova et la France.

## Déclin et décès

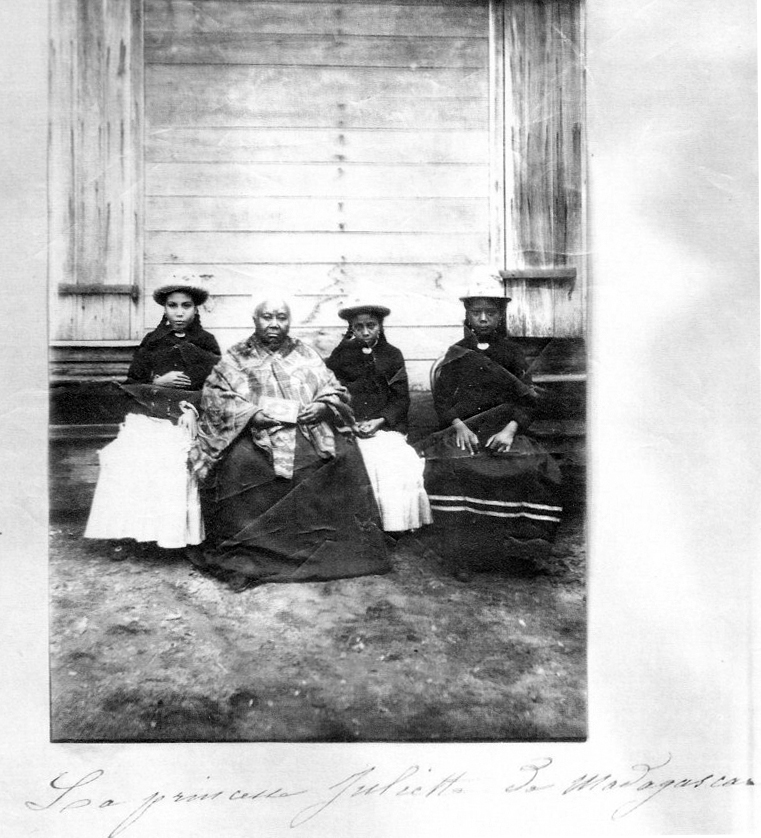

La mort inexpliquée, le 16 février 1868, de son fils Ferdinand dit « l’Espoir », marque le début du déclin. Brillant sujet sorti de l’École Centrale de Paris dans les meilleurs rangs, il était considéré comme le nouveau chef des Betsimisaraka. Sa mère ne se remettra jamais de la mort de ce fils très aimé. Autre raison du déclin : l’arrivée du premier ministre anglophile Rainilaiarivony (qui épousera successivement les trois reines et restera au pouvoir pendant trente et un ans), les Britanniques (protestants) l’emportant désormais à la Cour sur les Français (catholiques).
Première femme nommée Andriambaventy (juge) par la reine Rasoherina, Juliette, malgré les honneurs qui lui sont dus (ombrelle rouge, aides de camp, fanfare) voit son influence diminuer et sa fortune péricliter. Avec la guerre franco-hova qui éclate sur la côte Est en 1883, la position de Juliette, Betsimisaraka, catholique, francophile et loyale envers son pays, devient très délicate.
Dépouillée de ses immenses domaines fonciers, pauvre, la princesse Juliette meurt à Tamatave le 13 novembre 1889. Le quotidien français Le Temps, journal le plus important de la Troisième République, annonce cette mort dans son édition du 2 et 3 janvier 1890. L'État malgache ordonne d’imposantes funérailles et tous les grands, gouverneur, consuls…mais aussi les traitants et le petit peuple défilent devant sa dépouille.

## Sources
- Janine et Jean-Claude Fourrier, La Dame de Tamatave, éditions Orphie, 2014
- A. Siegrist, Mademoiselle Juliette Princesse malgache, Pitot de la Beaujardière, Tananarive, 1937